# بیکمپ-لینی
بیکمپ-لینی (به فرانسوی: Beaucamps-Ligny) یک کمون (فرانسه) در فرانسه است که در canton of Lomme واقع شده‌است. بیکمپ-لینی ۵٫۰۴ کیلومتر مربع مساحت دارد ۳۶ متر بالاتر از سطح دریا واقع شده‌است.